# Ryszard Kosiński

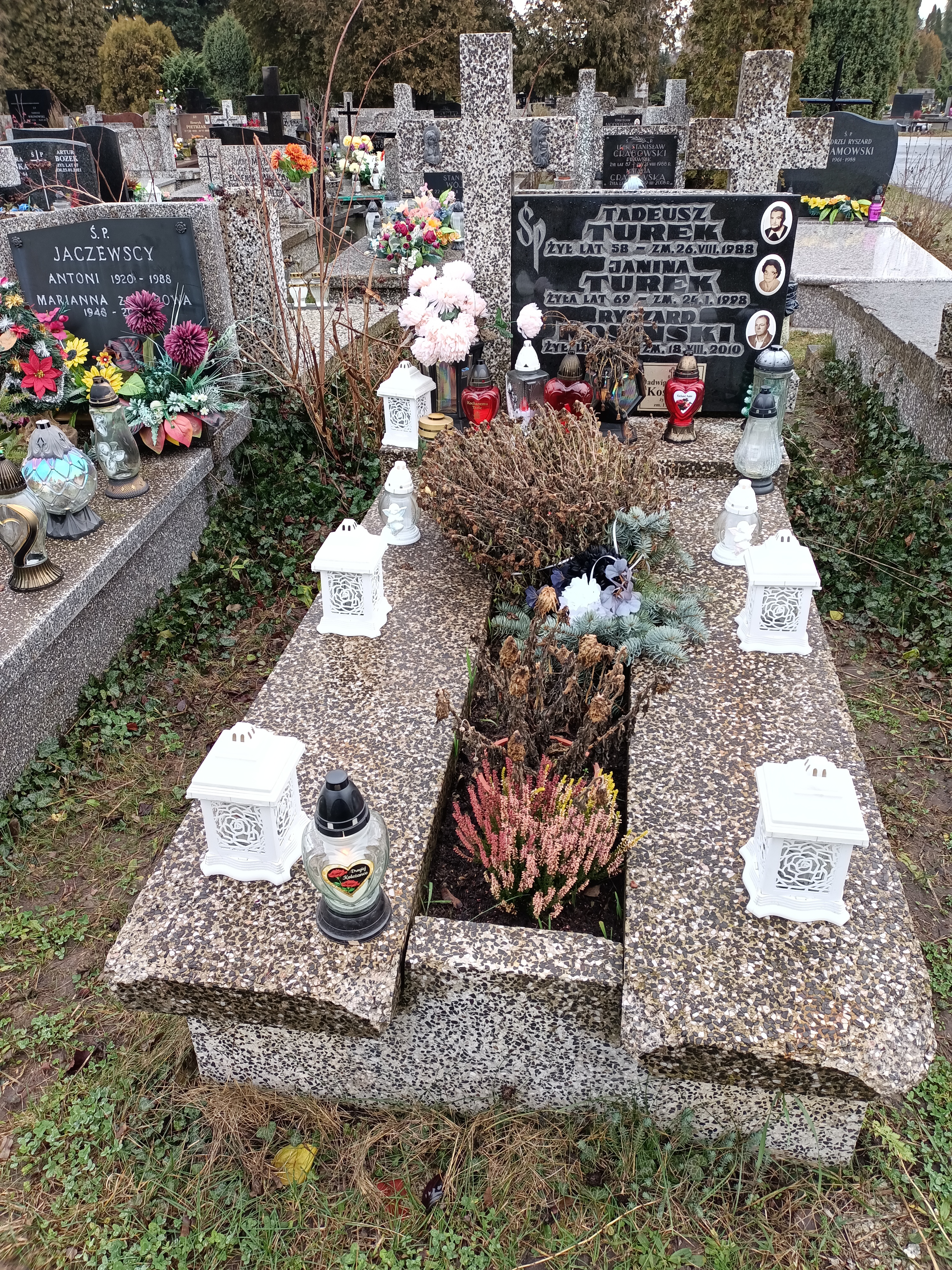
Grób Ryszarda Kosińskiego na komunalnym cmentarzu Północnym w Warszawie

Ryszard Kazimierz Kosiński (ur. 12 stycznia 1955 w Warszawie, zm. 18 sierpnia 2010 tamże tamże) – polski kajakarz, olimpijczyk z Montrealu 1976.
kanadyjkarz. W trakcie kariery sportowej reprezentował Spójnię Gdańsk i Zawiszę Bydgoszcz. Był mistrzem Polski w konkurencji C-2 na dystansie:
- 500 metrów w roku 1977,
- 1000 metrów w latach 1976-1977,
- 10000 metrów w latach 1976-1977.

Na igrzyskach olimpijskich w roku 1976 w Montrealu wystartował w konkurencji C-1 na dystansie 500 metrów. Odpadł w półfinale.
Został pochowany na komunalnym cmentarzu Północnym w Warszawie (kwatera W-IV-9 rząd:10, grób:21)